# IMSIキャッチャー
IMSIキャッチャー（アイエムエスアイキャッチャー、International Mobile Subscriber Identity キャッチャー）は、携帯電話の通信を傍受し、携帯電話ユーザーの位置情報を追跡するために使用される電話盗聴装置である。アメリカで販売されていた商品名から別名スティングレー（StingRay）ともよばれる。
IMSIキャッチャーには、電波を発さず受けるだけの「パッシブタイプ」と自ら電波を発する「アクティブタイプ」がある。
パッシブタイプのIMSIキャッチャーでは、受動的にデータを監視および収集を行う。特に、 IMSI（加入者識別子）を識別を取得する。
アクティブタイプのIMSIキャッチャーでは、上記の他、ネットワーク サービスの中断や低下、通信内容の盗聴、ユーザーの行動の監視をすることができる。近年、アクティブタイプのIMSIキャッチャーを利用したSMSブラスター攻撃と呼ばれる手法で、スミッシングなどのフィッシング詐欺に応用されている。
基本的に、標的の携帯電話とサービス・プロバイダの本物の携帯基地局との間で"偽"の携帯電話の基地局として機能するため、中間者攻撃とされる。
IMSIキャッチャーは、多くの国で法執行機関や諜報機関によって使用されているが、国民の自由とプライバシーを侵害するとして危惧されており、許可されている国の中でも盛んな議論が行われている。ドイツのStrafprozessordnung（刑事訴訟法）のように厳しく使用を制限する国もある。日本国内でIMSIキャッチャーによって許可なく他人の通信を傍受して解読する行為は、不正アクセス禁止法によって禁じられており、刑事罰を受ける可能性がある。
偽の携帯基地局は、1,000ドル以下（2024年1月の円ドル相場では約14万円に相当）の費用で作成することができる。

## 概要
仮想基地局（Virtual Base Transceiver Station: VBTS）という、近くにある2G携帯電話のTemporary Mobile Subscriber Identity (TMSI)、IMSI（加入者識別子）を識別し、その通話を傍受するための装置が存在した。IMEIを検出できる高度なものもあった。2003年にローデ・シュワルツが特許を取得し、初めて商品化した。この装置は、悪意のあるオペレーターによって改造された携帯基地局と見なすことができるため、2012年1月4日にイングランド・ウェールズ控訴裁判所は、特許は自明性により無効であると判決を下した。
2Gのモバイル通信では、携帯端末がネットワークに対して認証を要求するが、ネットワークが携帯端末に対して認証を要求しない。このよく知られたセキュリティ・ホールが、IMSIキャッチャーによって悪用される。IMSIキャッチャーは携帯基地局になりすまし、エリア内のIMSIキャッチャーに接続を試みる全てのモバイル端末のIMSIを記録する。接続された携帯電話に対して、通話暗号化なし（A5/0モード）や、解読が容易な暗号化（A5/1またはA5/2モード）を強制することで、通話データの傍受や音声への変換を容易にする。
3Gは、携帯電話機とネットワークの双方から相互認証が必要であるため、リスクをある程度軽減できる。しかし、巧妙な攻撃になると、3G および LTE の通信を、相互認証を必要としない非 LTE ネットワーク・サービスにダウングレードできるものがある。
4Gは、3G以前と比べるとセキュリティは強化されているが、安価なSDRとオープンソースのツールで作成したIMSIキャッチャーで攻撃できる。
5Gでは、4G以前でプレーン・テキストとして通信していたIMSIが暗号化されて、SUCI（Subscription Concealed Identifier）として認証する仕様に変更された。攻撃者はSUCIに対応した攻撃（SUCIキャッチャー）が必要になる。
2025年現在、SDRを使用することにより、5Gの携帯基地局を設置できるサービスが存在する。
IMSIキャッチャーを使用できるツールとして、DragonOSが存在する。

## 機能

### IMSI（加入者識別子）の識別
IMSIを識別することができる。すべての携帯電話には、受信を最適化する要件がある。加入しているネットワーク事業者の携帯基地局に複数接続できる場合、常に最も信号の強い携帯基地局を選択する。IMSIキャッチャーは携帯基地局になりすまし、規定の半径内にある偽装したネットワーク事業者の全ての携帯電話にログインさせる。特別な識別要求を送ることで、強制的にIMSIを送信させることができる。

### 携帯電話の盗聴
IMSIキャッチャーは、近くの携帯電話を中間者攻撃の標的とし、信号強度を強くすることで優先的に接続する携帯基地局のように見せかける。同時にSIMを使用して、自身はモバイル端末として2Gモバイルネットワークにログインする。暗号化モードを選択するのは携帯基地局であるため、IMSIキャッチャーは携帯端末が暗号化しないように誘導することができる。したがって、移動端末から受け取ったプレーン・テキストの通信を暗号化したうえで携帯基地局に転送することができる。
標的にされた携帯電話には、ユーザーが本物のサービス・プロバイダーと見分けがつかないような信号が送られる。つまり、攻撃者が標的の端末のIMSIを知っている場合、通常の携帯基地局が携帯電話から受信するデータをIMSIキャッチャーが取得できることになる。
5GではIMSIを暗号化したSUCIを用いて通信するため、SUCIを解読するための暗号鍵も入手する必要がある。
携帯端末からIMSIキャッチャーを介して2Gモバイルネットワークへ間接的に接続する。一般的に着信通話は2Gモバイルネットワークによってパッチを通されることはないが、新しいバージョンのIMSIキャッチャーは盗聴するために独自の携帯電話のパッチを通す。
携帯電話を傍受することで、通話やSMS、SNSなどの通信データを盗聴できる。DoS攻撃も可能である。

### 位置の追跡
携帯電話の電源を入れると、携帯電話はサービス・プロバイダの携帯基地局と通信し、IMSIを用いて認証する。認証した後、IMSIの特定を避けるために、サービス・プロバイダからTMSIが割りあてられ、以後はTMSIを用いて携帯基地局と通信する。
TMSIの変更の頻度が少ない場合、IMSIキャッチャーは射程範囲内の標的の携帯電話の位置を追跡できる。

### 携帯の通信システムのダウングレード
標的の携帯の通信システムをダウングレードすることでセキュリティを弱くし、攻撃しやすくする。

### 電話番号の推定
IMSIとTMSI、MCC、MNCなどを元に辞書攻撃を併用することで、携帯の電話番号を推定できる。

## ユニバーサル移動体通信システム（UMTS)
偽の携帯基地局による攻撃は、モバイルネットワークへの認証ではなく、暗号鍵の鮮度とシグナルの整合性への保護との組み合わせによって防御される。受信できる地域を広くするために、UMTSは2Gモバイルネットワークとの相互運用できる仕様である。したがって、UMTSだけではなく2Gの携帯基地局もUMTSサービスのネットワークに接続する。このダウングレードする機能はセキュリティにおいて欠点となり、中間者攻撃を受けるリスクが大きくなる。

## SMSブラスター攻撃
アクティブタイプのIMSIキャッチャーを利用したスミッシングである。SMSブラスターとよばれる機械を搭載した車で移動しながら、周辺の端末が受信する電波を妨害する。端末は、妨害された電波を避け、攻撃者が用意したアクティブタイプのIMSIキャッチャー（偽基地局）に接続してしまう。その端末に対し、宅配業者や金融機関、通信キャリアなどを装ったスパムSMSを送信するという手口である。2023年頃、タイのバンコクで大規模な事例が発覚し、以降各地で同様の攻撃が観測されている。

## 利用・攻撃例

### タイ
タイ警察は、バンコクでSMSブラスター攻撃を行い、1時間に10万通以上のフィッシングSMSを送信した中国人を逮捕した。この詐欺グループは、バンにIMISキャッチャーを搭載し、バンコク市内を走りまわり、詐欺SMSを送信した。詐欺SMSはタイ最大の携帯電話会社AISを装い、受信者を偽サイトに誘導してクレジットカード情報を盗むもので、約100万通が送信された。この詐欺グループは国内外にメンバーがおり、警察は引き続き関係者を捜索中である。AISも捜査に協力し、詐欺の防止に努めている。

### アメリカ合衆国
アメリカでは法執行機関により、スティングレイ（StingRay）とよばれるIMSIキャッチャーが広範に使用されている。アメリカでは慣習的に法執行機関が事件の解決のために、ペンレジスター（発信電話番号記録装置）や trap-and-trace（着信電話番号記録装置）の使用の許可をしてきた。これらの慣習に伴い、IMSIキャッチャーは捜査令状なしの裁判所の命令で配備されることが多い。
スティングレイ（StingRay）は、元々軍事および諜報機関向けにハリス・コーポレーション社によって開発された。アメリカの警察はスティングレイ（StingRay）を利用しているが、ハリス・コーポレーション社とのとの契約を明らかにしたがらない。その使用については、プライバシーの懸念や令状の要否を巡る法的な議論が続いている。
2006年、ロサンゼルス市警察（LAPD）は国土安全保障省の助成金を利用して、当初は「地域のテロ捜査」を目的としてスティングレイを購入した。しかし、電子フロンティア財団（EFF）の指摘によれば、その後はテロ捜査に留まらず、考えられるほぼ全ての捜査に使用されている実態がある。アメリカ自由人権協会（ACLU）の2017年の報告によると、全米24州の72の法執行機関がスティングレイ技術を保有しており、この数は2014年の17州42機関から大幅に増加している。連邦政府レベルでは、FBI、DEA、シークレットサービス、移民・税関執行局（ICE）などの主要な法執行・諜報機関が携帯基地局シミュレーターの使用を認めている。
2014年の「Black Lives Matter」運動など、大規模なデモや抗議活動の参加者を特定・監視するために使用されたとの疑惑が、アメリカ自由人権協会（ACLU）などから指摘されている。
2018年、国土安全保障省（DHS）は、ワシントンD.C.において、外国政府などのスパイが設置したとみられる複数のIMSIキャッチャーを検知したことを公式に認めた。これは政府高官や外交官などの通信を傍受・追跡する目的であった可能性が指摘されており、国家安全保障上の脅威として問題視された。

### イギリス
2016年、英国は、スコットランド刑務所において、最初にIMSIキャッチャーを使用していことを認めた。2017年、新しい刑務所法により刑務所の周囲に偽の携帯電話基地局を設置することを義務付けることになった。2011年以前からロンドン警視庁は刑務所内のみにIMSIキャッチャーの使用が限定されていたが、刑務所周囲での利用が解禁されることになった。
2025年7月2日、中国人留学生であるション・ルイチェン（Ruichen Xiong）被告に対し、大規模なSMSブラスター攻撃を指揮した罪で、ロンドンのインナー・ロンドン刑事法院は1年以上の実刑判決を言い渡した。被告はIMSIキャッチャーを使い、数万人規模で個人情報を盗み出そうとした。

### フィリピン
フィリピンでは、中国系犯罪グループやスパイ活動に関連するIMSIキャッチャーの使用事例が近年報告されている。2025年3月、フィリピン国家調査局（NBI）は、IMSIキャッチャーを搭載した車両を運転していたグループ（フィリピン人および中国人）をスパイ容疑で逮捕したと発表。この車両は、軍や警察の司令部、アメリカ大使館などの重要施設の周辺で信号を発信していたことが確認されている。同年5月には、選挙管理委員会の本部近くでIMSIキャッチャーを搭載した車を運転していた中国人が逮捕される事件も起きており、5日間で約5,000台の携帯電話の情報を収集していたと報告されている。

### 日本
2024年後半から2025年にかけて、東京の銀座、渋谷、新宿や大阪などの都市部で、IMSIキャッチャーから不特定多数のスマートフォンに対し、スミッシングと呼ばれる詐欺SMSが送信される事案が多発した。手口としては、IMSIキャッチャーを搭載した車で移動しながら、周辺のスマホを強制的に偽基地局に接続させ、宅配業者や金融機関、通信キャリアなどを装ったSMSを送信するというものである。特に、中国の通信事業者を装い、訪日中の観光客を狙ったとみられる中国語の詐欺SMSも確認されており、国内外の人物が標的になっている。この事態を受け、総務省が注意喚起を行うと共に、各携帯キャリアも対策を進めている。これは日本国内で確認された、IMSIキャッチャーによるSMSブラスター攻撃の初事例といえる。

### ニュージーランド
2024年10月、ニュージーランドで初めてSMSブラスター攻撃をしたとして、19歳の男性が8月に逮捕された。

## 対策
2G回線にフォールバックさせる手法が多いため、スマートフォンの設定などで2G利用を無効にする設定は有効である。
5Gで通信ではIMSIが暗号化されたSUCIで通信しているため、セキュリティが高い。しかし、攻撃を完全に防げるわけではない。ダウングレード攻撃に対しては、スマホが新しい機種になるほど防御性能は高くなる。しかし、全ての攻撃を防ぐことのできる機種は存在しない。同じ機種でも、製造会社が違う場合に防御性能が違うことがある（例：iPhone SE）。
IMSIキャッチャーを検知するアプリについては、効果的に攻撃を検出できるものは存在しない。